# Ah Xupan Xiu
Ah Xupan Xiu fue el líder de la tribu maya de los tutul xiúes en la ciudad de Uxmal y gobernó entre los años 1441-1461 d. C.  Después de que el líder cocom Hunac Ceel impusiese la autoridad de su linaje sobre la Liga de Mayapán en el año 1194 d. C., las casas sacerdotales de los tutul xiúes y cocomes coexistieron en relativa armonía durante 34 años.
Durante ese tiempo, los cocomes mantuvieron la hegemonía de la zona apoyados por tropas mayas y mercenarios "chichimecas"; sin embargo, la situación degeneró en una guerra abierta entre Tutul Xiues y cocomes alrededor del año 1228. Tras años de conflicto, Ah Xupan Xiu, cansado de la situación, orquestó un plan de ataque sorpresivo contra la familia de los gobernantes cocomes.  El plan consistió en asesinar sorpresiva y coordinadamente a cada uno de los integrantes de la familia, resultando casi un éxito, sin embargo uno de ellos logró sobrevivir, pues se encontraba en la zona actual de Honduras, a su regreso fundó la ciudad de Tibolón y el Kuchkabal (señorío) de Sotuta.
Desde entonces el odio entre ambas tribus se exacerbó, situación que fue detectada y aprovechada por los conquistadores españoles en el siglo XVI, quienes cuando llegaron encontraron a la península de Yucatán dividida en 16 jurisdicciones que rivalizaban entre sí.